# Mary Poppins vender tilbage
Mary Poppins vender tilbage er en amerikansk film fra 2018 og er instrueret af Rob Marshall, i rollen som Mary Poppins ses Emily Blunt.

## Medvirkende
| Engelsk version | Dansk version | Rolle            |
| --- | --- | ---------------- |
| Emily Blunt | Amalie Dollerup | Mary Poppins     |
| Lin-Manuel Miranda | Pelle Emil Hebsgaard | Jack             |
| Ben Wishaw | Jens Sætter-Lassen | Michael Banks    |
| Emily Mortimer | Lise Baastrup | Jane Banks       |
| Pixies Davies | Isabella Kjær-Westermann | Annabel          |
| Nathanael Saleh | Sophus Elmark | John             |
| Joel Dawson | Elton Rokahaim Møller (dialog) Ivan Bloch Jespersen (sang) | Georgie          |
| Julie Walters | Judith Rothenborg | Ellen            |
| Meryl Streep | Kit Eichler | Kusine Topsy     |
| Colin Firth | Jens Jørn Spottag | Wilkins/Ulv      |
| Jeremy Swift | Bjarne Antonisen | Gooding/Grævling |
| Kobna Holdbrook-Smith | Gordon Kennedy | Frye/Væsel       |
| Dick Van Dyke | Per Pallesen | Mr. Dawes Jr.    |
| Angela Lansbury | Kirsten Vaupel | Ballondame       |
| Torben Sekov, Nicolaj Kopernikus, Mads Lumholt, Anders Ørsager Hansen, Johnny Jørgensen, Morten Kjær, Arvid Nielsen, Per Spangsberg, Anna Rosengren Bruun, Malene Nordtorp, Sanne Graulund, Mette Dahl Trudslev, Veronica Mortensen, Ulla Holger, Peter Røschke, Joakim Lind Tranberg, Kasper Leisner, Ann Hjort, Kim Hammelsvang Henriksen & Michelle Bjørn-Andersen | Torben Sekov, Nicolaj Kopernikus, Mads Lumholt, Anders Ørsager Hansen, Johnny Jørgensen, Morten Kjær, Arvid Nielsen, Per Spangsberg, Anna Rosengren Bruun, Malene Nordtorp, Sanne Graulund, Mette Dahl Trudslev, Veronica Mortensen, Ulla Holger, Peter Røschke, Joakim Lind Tranberg, Kasper Leisner, Ann Hjort, Kim Hammelsvang Henriksen & Michelle Bjørn-Andersen | Øvrige stemmer   |